# Adalbert Wetzel
Adalbert Wetzel (* 18. Februar 1904 in Kißlegg; † Februar 1990 in München) war von 1952 bis 1969 Präsident des TSV 1860 München und wurde danach zum Ehrenpräsidenten des Vereins gewählt. Er gilt als der beste und wichtigste Präsident in der Geschichte von 1860 München. Immerhin hatte der Verein während seiner Regentschaft seine erfolgreichsten Jahre: er wurde 1963 als Gründungsmitglied in die Bundesliga aufgenommen (was dem Lokalrivalen FC Bayern München verwehrt blieb), gewann 1964 (zum zweiten und bisher letzten Mal) den DFB-Pokal, erreichte 1965 das Finale um den Europapokal der Pokalsieger (das ausgerechnet in London stattfand und gegen das „Heimrecht“ genießende Team von West Ham United mit 0:2  verloren wurde) und gewann 1966 die einzige Meisterschaft der Vereinsgeschichte.

## Biografie

### Der Unternehmer
Adalbert Wetzel wurde als Sohn eines Bäckers in Kißlegg in Württemberg geboren. Nach Abschluss der Schule begann er eine Hotelfachausbildung, bei der er es jedoch nicht lange aushielt. Von Fernweh getrieben, riss der damals 17-Jährige von zu Hause aus, reiste nach Hamburg und heuerte dort als Schiffsjunge an.
Ohne Spanischkenntnisse und mit nur wenig Geld in der Tasche verließ er das Schiff in Kolumbien und schlug sich quer durch den Urwald bis Maracaibo in Venezuela durch. In dieser Zeit lernte er Spanisch und Englisch und verdingte sich in der Ölbranche. Dort erwarb sich Wetzel ein kleines Vermögen, immerhin genug, um Grundbesitz in Kolumbien und Venezuela zu erwerben. Außerdem transferierte er eine größere Summe Bargeld nach London.
Er hatte in Südamerika jedoch nicht nur gute Zeiten. So erkrankte er an Malaria und Schwarzwasserfieber. Außerdem überlebte er nur mit Glück einen Machetenangriff im kolumbianischen Dschungel, bei dem ein Indio ihm die Bauchdecke aufgeschlitzt hatte. Um die schwere Verletzung auszukurieren, kehrte Wetzel in seine Heimat zurück. Bald darauf brach der Zweite Weltkrieg aus. 1945 wurde sein Grundbesitz in Südamerika enteignet und sein Geldvermögen in Großbritannien beschlagnahmt, sodass Wetzel wieder mittellos war und von vorne anfangen musste.
Zunächst startete Wetzel eine neue Geschäftskarriere als Manager des Münchner Bürgerbräukellers und später als Direktor der Coca-Cola-Fabrik in München.

### Löwe mit Leib und Seele
Am 24. Juni 1946 wurde Wetzel Mitglied des TSV 1860 und noch im selben Jahr zum Vorsitzenden der Fußballabteilung gewählt. 1952 wurde er zum Präsidenten des Münchner Traditionsvereins gewählt. Um aus 1860 eine deutsche Spitzenmannschaft zu formen, opferte der Geschäftsmann einen beträchtlichen Teil seines Vermögens und belastete seine Privatvilla mit Hypotheken. Einige Erfolge stellten sich somit ein: 1964 gewann der TSV 1860 den DFB-Pokal, 1965 drang er bis ins Europapokalfinale der Pokalsieger vor und 1966 gewann er zum einzigen Mal in der Vereinsgeschichte die deutsche Meisterschaft. Das Besondere daran ist, dass der TSV 1860 somit erster Bundesligameister aus der Stadt München ist.
Bereits in der auf den Meisterschaftsgewinn folgenden Saison 1966/67 kam es im Winter 1966 zu einer Spielerrevolte, die zur Entlassung von Trainer Max Merkel führte. Infolge der Revolte trat Wetzel als Fußballabteilungsleiter zurück. Die Saison 1966/67 wurde trotzdem noch mit der Vizemeisterschaft abgeschlossen. 1969 legte Wetzel auch das Präsidentenamt nieder. Ein Jahr später stieg der Verein in die Zweitklassigkeit ab und weitere zwölf Jahre später wurde er vom DFB sogar in die drittklassige Bayernliga strafversetzt, wo er die neun Spielzeiten zwischen 1982/83 und 1990/91 verbrachte.
Dazwischen lag der Wiederaufstieg in die Bundesliga von 1977 und 1979, als Wetzel längst schon Ehrenpräsident des Vereins war. Den Sechzigern blieb er auch nach seiner Amtszeit weiterhin eng verbunden und vermittelte ihnen in der Saison 1974/75 den ersten Trikotsponsor. Es war die Fruchtsaftfirma Frucade, die sich in seinem Besitz befand.
1974 war Wetzel an Plänen der US-amerikanischen Footballliga National Football League beteiligt, eine professionelle American-Football-Liga in Europa zu gründen. Die Munich Lions (Münchner Löwen) sollten eine der Franchises der Intercontinental Football League werden. Obwohl schon weit in der Planung, kam die Liga nie zustande.
1984 wurde Wetzel mit dem Goldenen Ehrenring für hervorragende Verdienste um den Sport in München ausgezeichnet.
Den Wiederaufstieg in die zweite Liga 1991 und die Rückkehr in die Bundesliga 1994 durfte Wetzel nicht mehr erleben. Er starb im Februar 1990, kurz vor seinem 86. Geburtstag und während der achten Saison seines Vereins in der Bayernliga, verarmt in einem Münchner Krankenhaus. Bis zu seinem Tod quälte ihn der Gedanke, nicht genug getan zu haben, um den Niedergang seines Vereins zu verhindern.